# Cobus 2500e
Der Cobus 2500e ist ein Batteriebus und das erste Omnibusmodell des Herstellers Cobus Industries aus Wiesbaden mit reinem Elektroantrieb. Das ursprünglich als Vorfeldbus entwickelte Fahrzeug sollte ab dem September 2011 in Serienproduktion gehen. Der Bus ist zwölf Meter lang und bietet 66 Fahrgästen Platz (24 Sitz- und 42 Stehplätze), hat zwei Einstiege und eine Reichweite von etwa 150 Kilometern. Die Energieversorgung wird durch sieben Lithium-Ionen-Akkumulatoren mit einer Gesamtkapazität von 150 Kilowattstunden sichergestellt. Die Busse sollen in Porto, einer nordportugiesischen Stadt an der Atlantikküste, in einer Kleinserie vom Band laufen. Alternativ dazu soll auch der Cobus 2500 – wahlweise mit Gasantrieb oder mit schadstoffarmem Dieselmotor – hinzukommen, der zur gleichen Zeit ebenfalls in Serie gehen soll. Eine erste Probefahrt zur Präsentation des Elektrobusses erfolgte im Juli 2011. Stand Februar 2023 wird das Fahrzeug nicht mehr gebaut, Cobus hat jedoch 3 elektrische Varianten im Angebot: E.Cobus 2700, E.Cobus 2700S, E.Cobus 3000, gegenüber ebenfalls 3 konventionellen Modellen, diese haben jeweils den gleichen Namen, jedoch ohne den Zusatz E.

## Einsatz im Linienverkehr
Ab dem 31. Oktober 2011 fuhr ein Cobus 2500e auf der 17 Kilometer langen Linie 103 der Offenbacher Verkehrs-Betriebe zwischen Mühlheim am Main, Offenbach am Main und Frankfurt-Bornheim im Probebetrieb. Für dieses Fahrzeug wurde ein eigener Umlaufplan erstellt, der die nötigen Aufladevorgänge der Akkumulatoren berücksichtigte. Ursprünglich war der Probebetrieb bis zum 15. Dezember 2011 geplant. Am 23. November 2011 wurde bekannt gegeben, dass der Probebetrieb Mitte November eingestellt wurde. Das Pilotprojekt wurde unterbrochen, da das Fahrzeug selbst problemlos fuhr, die installierte Heizungsanlage sich aber aus Sicht des Betreibers für den Winterbetrieb als nicht ausreichend herausstellte. Am 7. Februar 2012 wurde der Probebetrieb mit einer geänderten Heizungsanlage wieder aufgenommen.

## Technische Daten
Der Cobus 2500e kann mit folgenden technischen Daten aufwarten:
| Batterien:                    | Lithium-Eisenphosphat-Akkumulator                    |
| Kapazität:                    | 150 kWh                                              |
| Anzahl:                       | 7 Batteriepacks                                      |
| Ausgangsspannung:             | 400 V=                                               |
| Elektromotor:                 | Brushless Permanent Magnet Motor Typ Power Phase 150 |
| Max. Leistung:                | 200 PS – 150 kW                                      |
| Dauerleistung:                | 134 PS – 100 kW                                      |
| Max. Drehmoment:              | 650 Nm                                               |
| Kontinuierliches Drehmoment:  | 400 Nm                                               |
| Höchstdrehzahl:               | 5000/min                                             |
| Wirkungsgrad:                 | 95 %                                                 |
| Getriebe:                     | 2-stufiges Automatikgetriebe                         |
| Übersetzung:                  | 1. Gang 3:1, 2. Gang 1:1                             |
| Geschwindigkeit:              | 1. Gang – 30 km/h, 2. Gang – 89 km/h                 |
| On-Board-Ladegerät, Leistung: | 3 × 3,2 kW                                           |
| Eingangsspannung:             | 230 V~                                               |
| Ladedauer:                    | ca. 7 Stunden                                        |
| Externes Ladegerät, Leistung: | 62,5 kW                                              |
| Eingangsspannung:             | 500 V~                                               |
| Ladedauer:                    | ca. 3 Stunden                                        |